# أساطير كانتابرية

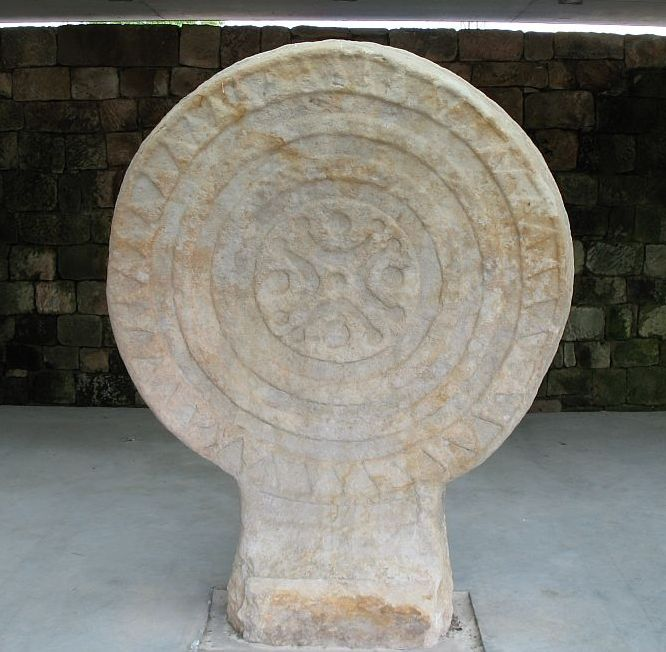
شاهدةٌ باروس الكانتابرية.

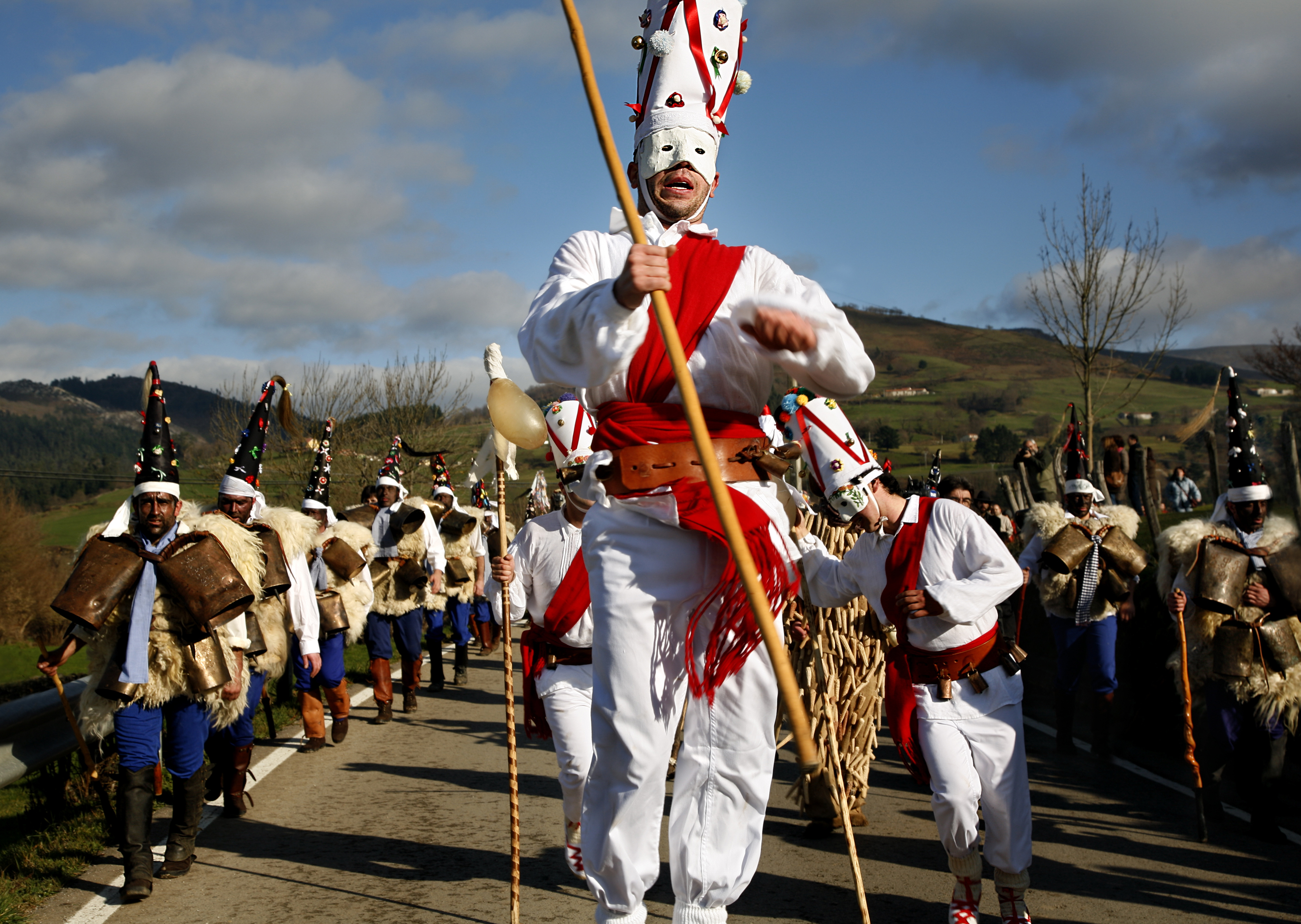
حفل فيخانيرا التنكري

تشير الأساطير الكانتابرية إلى خرافات وتعاليم وأساطير الكانتابري، وهو شعب كلتي ما قبل روماني سكن في المنطقة الساحلية الشمالية من إيبيريا (إسبانيا). من المرجح أن تكون الأساطير الكلتية والأساطير الرومانية أضعفت الأساطير الكانتابرية مع مرور الوقت، وأفقدتها بعض معانيها الأصلية. ولاحقًا، استوعب صعود المسيحية الطقوس الوثنية للأساطير الكانتابرية والكلتية والرومانية أو أنهاها، ما أدى إلى التوفيق بينها. ما تزال بعض آثار الأساطير الكانتابرية قائمة.

## الآلهة
نجت بعض آثار وبقايا العبادة الكانتابرية للآلهة الحامية. مثل لوحة باروس الكانتابرية الحجرية التي تشير إلى عبادة إله الشمس. وقد تكون نيران القديس يوحنا المتزامنة مع الانقلاب الصيفي من الأمثلة الأخرى. عُثر على تمثال برونزي بالقرب من بلدة هيريرا في كامارغو، كانتابريا، يشير إلى عبادة شخصية ذكورية. يمكن أن تكون هذه الشخصية قد استُوعبت في العبادة الرومانية لجوبيتر.
كتب سترابو وهوراس وسيليوس إيتاليكوس عن إله الحرب الكانتابري، الذي ارتبط لاحقًا بالإله مارس الروماني. قُدمت تضحيات من ذكور الماعز أو الخيول أو أعداد كبيرة من السجناء لإله الحرب الكانتابري. وترافقت هذه التضحيات الكبيرة، أو «هيكاتومبس» بشرب دم الخيول الدافئ.
اعتبر الكانتابريون الخيول حيوانات مقدسة. يذكر تاسيتس (56-120 م) أن الشعب الجرماني صدق هذا. كتب في جرمانيا 10 (98 م)، se sacerdotes enim ministros deorum, illos equos conscios putant «الخيول نفسها اعتقدت أن الكهنة وزراء للآلهة». وكتب هوراس (65- 8 قبل الميلاد)، et laetum equino sanguine Concanum («ثمل الكانتوريون من دم الخيول»).
يشير خوليو كارو باروخا إلى احتمال وجود إله فروسية بين الكلت الهسبان، يشبه إله الفروسية للكلت الأوروبيين الآخرين. كانت إيبونا هي إلهة الخيول الكلتية، التي عُبدت حتى في روما، وسُميت بالكانتابرية القديمة إيبين. يربط البعض التضحية بالخيول مع الشكل الكلتي للإله مارس، وبأن الخيول مثلت تجسّدًا لمارس. تُزين الآثار التي تصور إله الخيل بعلامات شمسية في نومنسيا، حيث توجد أنقاض مستوطنة كلتية إيبيرية.
ذكر القديس مارتن من براغا تضحيات الكانتابريين البشرية. كانت مشابهة في الغرض لتلك التي قدمها الكلت في بلاد الغال. كانت الضحية ترتدي غلالة رقيقة. وكانت تقطع يدها اليمنى وتنذر للآلهة. استُخدم سقوط الضحية وحالة أحشاءها للتنبؤ بالمستقبل، وطلب الناس في نفس الوقت الخلاص من الآلهة.
عبد الكنتابريون -باعتبارهم مجتمعًا زراعيًا- آلهة الخصوبة الأم المرتبطة بالقمر التي تؤثر على مراحل بذر المحاصيل وجمعها.
شُبهت مجموعة كلتية تعبد إله البحر بالمجموعة الرومانية التي تعبد الإله نبتون. وعُثر على تمثال صغير لهذا الإله يظهر ملامح من اللاهوت الكانتابري، في كاسترو أوردياليس.
آمن الكانتابريون بخلود الروح. وكان حرق الموتى هو العادة المفضلة للدفن. ومع ذلك، تُرك الجنود المقتولون في ساحة المعركة حتى تنهش النسور أحشاءهم. كان هذا يعني أن روح الجندي أخذت إلى الحياة الآخرة وجمع شملها مع أسلافهم في المجد. سُجلت هذه الممارسة في نقوش اللوحة الكانتابرية في زوريتا.
اعتبرت التضحية بالنفس مثل التضحية بذبيحة -خاصةً بقائد عسكري- وسيلةً هامة لتحقيق إرادة الآلهة من أجل الصالح الجماعي. في الديفوتيو (نذر النفس)، كان الزعيم أو القائد يعرض نفسه في المعركة تضحية للآلهة لضمان النصر لجيشه.

## وصلات خارجية
- أساطير كانتابرية باللغة الإسبانية
- الأساطير - كانتابريا باللغة الإسبانية